# Bülstringen
Bülstringen är en kommun och ort i Landkreis Börde i förbundslandet Sachsen-Anhalt i Tyskland.
Kommunen ingår i förvaltningsgemenskapen Flechtingen tillsammans med kommunerna Altenhausen, Beendorf, Calvörde, Erxleben, Flechtingen och Ingersleben. Den tidigare kommunen Wieglitz uppgick i Bülstringen den 1 januari 2010.